# Lazarine de Manosque
Ne doit pas être confondu avec Lazarine Daniel.
Lazarine de Manosque née le 25 juin 1848 à Manosque (Alpes-de-Haute-Provence) et morte le 3 novembre 1899 à Marseille est une poétesse et félibresse écrivant en langue d'oc.

## Biographie

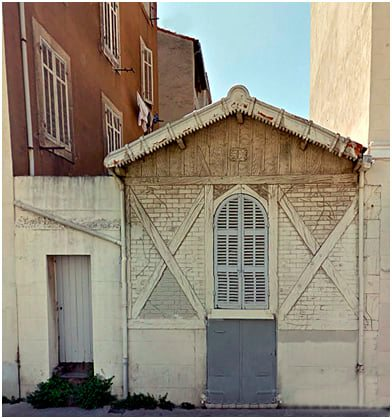
Villa Magali 144 Boulevard Boisson à Marseille.

Lazarine Nègre, fille de Lazare Nègre et de Marianne Bonety, nait le 25 juin 1848, dans une famille pauvre et illettrée qui s'exprime en provençal. Le père défend les idées républicaines . Elle est mariée à l'âge de quinze ans avec Eugène Pourcin qui se trouve être le grand-oncle de Jean Giono. Cet homme la rend très malheureuse et elle divorce en 1884. Elle commence une nouvelle vie à l’âge de 38 ans. Elle rejoint sa sœur Rosalie Nègre à Marseille. Les deux femmes s’installent pour tenir une boutique de gibiers et volailles au marché des Capucins à Marseille. Elle assiste aux prêches du père Xavier de Fourvière à l’église Saint Laurent, ce qui l'encourage à valoriser sa langue provençale.
Lazarine qui écrit des poèmes sous le pseudonyme de Lazarino de Manosco prend part aux réunions du Félibrige,. Elle correspond avec Frédéric Mistral, ainsi qu'avec Paul Arène, avec qui elle devient amie. Elle apporte son soutien aux jeunes écrivains qu’elle reçoit chez elle. En 1892, Mistral lui décerne le diplôme de Felibresso manteneiris .
Ses écrits ont une tonalité politique, ils témoignent de son engagement républicain. Elle publie de façon régulière dans le journal La Sartan.
Lazarine et Rosalie habitent au 136 boulevard Boisson à Marseille, c'est actuellement le n°144, dit Villa Magali.
Lazarine meurt à Marseille le 3 novembre 1899.
En 1903, Rosalie sa sœur fait éditer Li Remembranço, un florilège de poèmes et de récits parus en revue, ainsi que ses lettres. En 1904, Paul Ruat publie ses écrits

## Œuvres
- (oc-provenc) Lazarine de Manosque et préface d'Elzéard Rougier, Li Remembranço, Marseille, Ruat, 1903. réédité par l’association manosquine de recherches historiques et naturelles. (Lire en ligne[7]).

## Postérité
- Au n°144 boulevard Boisson à Marseille 4e, la Villa Magali ou « le cabanon de Mireille ». A l’arrière de cette maison où elle a vécu, se trouve un médaillon sur lequel est inscrit "O Magali ma tant aimée" [8].
- Rue Lazarine Nègre, à Manosque.